# Better than Me
"Better than Me" é um single lançado pela banda Hinder em 2007 de seu álbum de estreia, intitulado Extreme Behavior. A canção foi #66 na lista do Top 100 Hits de 2007 da MTV Ásia.

## Desempenho nas paradas
Estreou na #97 posição no Billboard Hot 100, tendo a melhor posição #31.
| Gráfico (2006)                    | Melhor posição |
| --------------------------------- | -------------- |
| Billboard Hot 100                 | 31             |
| Billboard Pop 100                 | 21             |
| Mainstream Rock Tracks            | 16             |
| Modern Rock Tracks                | 37             |
| Hot Digital Songs                 | 26             |
| Austrália ARIA Singles Chart      | 11             |
| Nova Zelândia RIANZ Singles Chart | 16             |